# 2002年冬季残疾人奥林匹克运动会美国代表团
2002年冬季残疾人奥林匹克运动会美国代表团是美国派出的2002年冬季残疾人奥林匹克运动会代表团。获得10枚金牌、22枚银牌和11枚铜牌。